# Gustav Karthaus
Gustav Adolf Karthaus (* 31. März 1859 in Grumbach (Landkreis Kusel); † 8. Februar 1934 in Weilburg) war ein deutscher Bürgermeister und Mitglied des Provinziallandtages der Provinz Hessen-Nassau.

## Leben
Gustav Karthaus wurde als Sohn des Ökonomen Adolf August Ernst Karthaus (1816–1878) und dessen Ehefrau Caroline Weißgerber (1822/1823–1893) geboren.
Nach dem Besuch des Realgymnasiums in Trier und des Lyzeums in Metz, das er wegen des frühen Todes seines Vaters verlassen musste, kam er 1870 als Volontär zum Landratsamt Ottweiler und war, bevor er ab April 1886 bei der Regierung in Wiesbaden tätig wurde, im Bürgermeisteramt Ottweiler eingesetzt. 1888 übernahm er kurzzeitig die Verwaltung der Dillenburger Steuerkasse und legte in Köln die Prüfung für die königliche Rentmeisterstelle ab.
In den Jahren von 1891 bis 1900 leitete er als Rentmeister die Kreis- und Forstkasse des Unterwesterwaldkreises in Selters und auch in St. Goarshausen.
1901 wurde er zum Bürgermeister von Melsungen ernannt. Im Oktober 1905 wechselte er in gleicher Funktion zur Stadt Weilburg. Er  war dort auch Standesbeamter und Vertreter des Amtsanwalts beim Amtsgericht Limburg. Ebenso hatte er ein Mandat für den Kreistag in Limburg-Weilburg. 
Von 1916 bis 1918 war er für den Oberlahnkreis Mitglied des Nassauischen Kommunallandtags im preußischen Regierungsbezirk Wiesbaden bzw. im Provinziallandtag der preußischen Provinz Hessen-Nassau. Dabei vertrat er 1916 den Abgeordneten Hermann Herz. 
Im März 1917 wurde er einstimmig auf Lebenszeit zum Bürgermeister der Stadt Weilburg gewählt.
Zum Jahresende 1926 musste er aus gesundheitlichen Gründen sein Amt niederlegen.
Er zeigte besonderes Engagement im sozialen Bereich und war ehrenamtlich für Fürsorgevereine und als Vorsitzender des DRK-Kreisverbandes tätig.

## Ehrungen
- 1927: Ehrenbürger der Stadt Weilburg